# عبدالرحمان برومند
عبدالرحمن برومند (۱۳۰۶ گز، اصفهان –۲۹ فروردین ۱۳۷۰ پاریس) فعال سیاسی ایرانی و رئیس هیئت اجرائی نهضت مقاومت ملی ایران بود. او در روز پنجشنبه ۲۹ فروردین ۱۳۷۰ (۱۸ آوریل ۱۹۹۱) در پاریس با ضربات کارد به قتل رسید.

## تحصیلات
وی پس از پایان دوران دبیرستان درس خود را در رشته حقوق قضایی در دانشگاه تهران پی گرفت و پس از فارغ‌التحصیلی در سال ۱۳۲۹ (۱۹۵۰) برای ادامه تحصیل عازم سوئیس شد و دکترای حقوق خود را در سال ۱۳۳۵ (۱۹۵۶) از دانشگاه ژنو دریافت نمود. موضوع رساله دکتری او بررسی و حل تضاد بین اصل حاکمیت ملی و تعهدات بین‌المللی یک دولت ملی بود. وی این موضوع را در چارچوب تشکیل بازار مشترک اروپائی فولاد و زغال‌سنگ، که نطفه آنچه امروز اتحادیه دول اروپایی است، بررسی نمود.

## جبههٔ ملی
دوران دانش‌اندوزی عبدالرحمن برومند مقارن بود با نهضت ملی شدن نفت به رهبری محمد مصدق. برومند دل به اصول نهضت ملی سپرد و از رهروان راه مصدق شد و پس از بازگشت از اروپا به صف یاران وی در جبهه ملی ایران پیوست. در سال ۱۳۳۹ دو بار از سوی جبههٔ ملی نامزد نمایندگی مجلس شورای ملی از اصفهان شد اما هر دو بار از انتخاب او جلوگیری به عمل آمد. بار دوم در واکنش به مداخله کارگزاران دولتی در امر انتخابات به ایراد سخنرانی‌های صریح و آزادی‌طلبانه علیه دستگاه حاکم پرداخت و در پی تظاهرات چندین هزار نفری مردم به پشتیبانی از او و علیه انتخابات بازداشت و روانهٔ تهران شد و به وکالت دادگستری مشغول شد.
در سال ۱۳۴۲ برومند به عضویت شورای جبهه ملی انتخاب شد. برومند و دوستانش که اعتقادی به مبارزه مسلحانه نداشتند انزوای سیاسی را ترجیح دادند. اواخر سال ۱۳۵۶ بار دیگر جبهه ملی به فعالیت و تجدید سازمان پرداخت و برومند به عضویت شورای مرکزی برگزیده شد.
شاپور بختیار که خود سه ماه پس از برومند به قتل رسید در مراسم یادبود وی در پاریس (۷ اردیبهشت ۱۳۷۰) گفت:
«تردیدی نیست که برومند، فدای افکار و معتقدات خود شد. من او را از چهل سال پیش که آغاز آشنایی ما بود، تا ساعتی پیش از مرگش، در ایمان و اعتقادش به دمکراسی و حاکمیت ملی، ثابت‌قدم دیدم. برومند درس از خودگذشتگی و ایثار و پایداری به همهٔ کسانی داد که به‌خاطر ایده‌آلی مبارزه می‌کنند.»
وی به بختیار وفادار ماند و از معدود اعضای شورای جبهه ملی بود که مقاومت بختیار را در مقابل خمینی و حکومت مذهبی تأیید کرد و به حمایت از وی برخاست. زمانی که شورای جبهه ملی عضویت بختیار را به‌علت قبول نخست‌وزیری لغو نمود، برومند در اعتراض به این تصمیم، شورا را ترک کرد.

## پرداخت وجوهات شرعی به روح‌الله خمینی
به گفته ابوالحسن بنی صدر عبدالرحمن برومند مبلغ چهار میلیون فرانک فرانسه در اوائل دهه هفتاد میلادی بابت خمس به او پرداخت کرد که به روح‌الله خمینی بدهد. خمینی به جمع‌کنندگان وجوهات از مردم ده درصد پورسانت می‌داده است و بنی صدر از این راه ۴۰۰ هزار فرانک درآمد کسب می‌کند که صرف ترجمه و انتشار کتاب مغضوبین زمین می‌کند. عبدالرحمان برومند، خود نیز در مصاحبه اش با ضیا صدقی در پروژه تاریخ شفاهی ایران، شرح داده است که پس از فوت آیت الله بروجردی در فروردین ۱۳۴۰، وجوهات شرعی را ابتدا از طریق یکی از بازاریهای اصفهان، به آیت الله شریعتمداری یا آیت الله گلپایگانی می‌پرداخت، اما این رابط سپس این مبالغ را به روح‌الله خمینی پرداخت می‌کرده و برومند هم در بین سالهای ۴۷ تا ۵۱ در سفری به اروپا با ابوالحسن بنی‌صدر ملاقات می‌کند و متقاعد می‌شود که این وجوهات را از طریق او به روح‌الله خمینی پرداخت کند که این پرداخت‌ها تا پاییز ۱۳۵۷ و ملاقات او با روح‌الله خمینی در پاریس ادامه یافت. خانواده برومند مالک مزرعه‌ای در سی کیلومتری شمال غربی اصفهان بود که پدر برومند قنات پرآبی را هم در آن احداث کرده بود. شاهین‌شهر اصفهان بعدها در این اراضی ساخته شد و خانواده برومند با تأسیس شرکت عمران شاهین‌شهر، این اراضی را توسعه دادند:
ج- شغل اصلی رسمی من وکالت دادگستری است. ولی همان‌طور که عرض کردم از یک خانوادهٔ روستایی مرفه بنده به وجود آمدم. پدر من از ملاکین بزرگ اصفهان بود. خود من، جد من هم همین‌طور تا چندین پشت …، علاوه بر شغل وکالت دادگستری که داشتم به مشاغل خصوصی خودم زراعت، عرض کنم حضورتان که در بخشی از کارهای صنعتی سرمایه‌گذاری داشتم و فعالیت داشتم.
س- می‌توانید به‌طور مشخص بفرمایید چه بودند این کارها؟
ج- بنده در بعضی از کارخانه‌جات پارچه‌بافی اصفهان سهام داشتم، در کارخانهٔ قند اصفهان صاحب سهم بودم، در کارخانهٔ سیمان داشتم. خودم مدتی عضو هیئت مدیرهٔ شرکت قند اصفهان بودم. عرض کنم حضورتان که، در اواخر سال ۴۹ یک پروژهٔ شهرسازی نزدیک اصفهان پیاده کردم به اتفاق برادرانم و شرکتی هم داشتیم با دیگران که یک پروژه چهل‌هزار واحد مسکونی بود.
س- این‌ها را به وجود آوردید؟ ساختید؟
ج- نه، تا پنج‌هزارتای آن را، که بعد به انقلاب برخورد و کلیهٔ اموال ما مصادره شد. … خانه‌هایی که ما به مردم ارائه کردیم در بدو امر دوهزار خانه به قیمت سی‌وپنج هزار تومان به مردم فروختیم. خانه‌های بسیار خوب که الان به حدود دو میلیون تومان خرید و فروش می‌شود همان خانه‌ها.
س- این خانه‌ها در اصفهان بود؟

ج- در نزدیک اصفهان بنام شاهین‌شهر. پروژهٔ ما بود که در همان ملک پدری خودمان، یعنی یکی از املاک او این بخش آن را برای این کار جدا کردیم، و پروژهٔ بسیار موفقی بود. … این کسانی را که ما به آن‌ها خانه فروختیم کسانی بودند که هرگز خواب داشتن یک خانه را نمی‌دیدند.

## ملاقات با خمینی در پاریس
برومند در مصاحبه با ضیا صدقی در پروژه تاریخ شفاهی ایران می‌گوید:
... جبههٔ ملی یک جبههٔ ملی ضد دینی نبود. یک جبهه‌ای بود که هم آدم مذهبی توی آن بود و هم آدم غیرمذهبی … و اصلاً در سازمان جبههٔ ملی ایران چیزی به‌نام مذهب مطرح نبود. چون ما یهودی عضو جبهه ملی داشتیم، ارمنی جزو جبهه ملی داشتیم، انحصار نداشت به یک دین معینی، زردشتی داشتیم، جبهه ملی ایران بود. این چیزی که آقای خمینی این‌جا در پاریس به من گفت شما چرا اسم آن را نمی‌گذارید جبهه ملی اسلامی؟ گفتم «این یک حشو قبیح است. برای این‌که ما اولاً مملکت ایران مردم آن مسلمان هستند، ما هم مثل بقیه مردم مسلمان هستیم. گذشته از آن ایران غیر مسلمان هم دارد، و آنها هم صاحب این مملکت هستند و حق دارند که در سرنوشت این مملکت دخالت کنند.»

## فرانسه
در بهمن ۱۳۵۷ برومند به فرانسه اعزام شد تا مقدمات ملاقات بختیار و خمینی را فراهم سازد. ملاقات بختیار با خمینی هرگز صورت نگرفت زیرا خمینی آن را مشروط به استعفای بختیار از مقام نخست‌وزیری کرد. شرطی که برای بختیار پذیرفتنی نبود چون وی دیدار با خمینی را به عنوان نخست‌وزیر لازم می‌دانست نه به‌عنوان یک شهروند عادی. هنگام سقوط دولت بختیار، برومند در پاریس بود و بدین‌گونه آن سفر کوتاه، مبدل به اقامت دائم شد. برومند به لطف ثروت موروثی خود و همسرش «پریدخت کازرانی» زندگی می‌کرد و با ورود بختیار به پاریس در مرداد ۱۳۵۸ برومند آپارتمان شخصی خود را در اختیار وی قرار داد. این همان آپارتمانی بود که در ۲۵ تیر ماه ۱۳۵۹ مورد حمله انیس نقاش و همدستانش قرار گرفت. نقاش مأمور قتل بختیار بود ولی یک پلیس و زنی از همسایگان خانه کشته شدند.

## نهضت مقاومت ملی ایران
نهضت مقاومت ملی ایران در ۱۴ مرداد ۱۳۵۹ در همان خانه در مخالفت با جمهوری اسلامی پی‌ریزی شد. برومند خود آرمان سیاسی‌اش را بدین شرح بیان می‌کرد «حاکمیت ملی و استقرار آن در مملکت، هدف نهضت مقاومت ملی ایران است. مفهوم حاکمیت ملی این است که مردم در داخل کشور از آزادی و دموکراسی بهره‌مند باشند و در صحنهٔ بین‌المللی از استقلال. منظور از دموکراسی، حکومت اکثریت است با رعایت کلیهٔ حقوق سیاسی و اجتماعی اقلیت به‌نحوی که اقلیت، مجال و امکان اکثریت شدن را داشته باشد. این هدف جدیدی نیست. هدف میهن‌پرستان و آزادی‌خواهان مملکت قبل از جنبش مشروطیت نیز همین بود.»

## ترور
عبدالرحمن برومند پنجشنبه ۲۹ فروردین ۱۳۷۰ (۱۸ آوریل ۱۹۹۱) در مقابل آسانسور ساختمانی در پاریس-که آپارتمان مسکونی وی در آن قرار داشت-با ضربات کارد به قتل رسید. ترور رئیس هیئت اجرائی نهضت مقاومت ملی ایران را از نخستین کارهای سلسله اقدامات جمهوری اسلامی برای حذف مخالفان در خارج از کشور شمرده‌اند و مقدمه ترور بنیان‌گذار این نهضت، شاپور بختیار، دانسته‌اند که چند ماه بعد در تاریخ ۱۵ مرداد ۱۳۷۰ برابر ۶ اوت ۱۹۹۱ رخ داد. نهضت مقاومت ملی ایران، هدف از قتل عبدالرحمن برومند را محرومیت حزب از توانایی رهبری وی و کاهش میزان تأثیرگذاری آن بر معادلات سیاسی ایران پس از ترور بختیار، اعلام کرد.
لادن برومند و رؤیا برومند دختران وی به یاد پدرشان و برای تحقق اهدافش بنیاد عبدالرحمن برومند را در سال ۱۳۸۰ تأسیس کردند و تلاش می‌کنند تا از طریق آموزش و تقویت فرهنگ مردم‌سالاری و اشاعهٔ اندیشهٔ حقوق بشر به تأمین عدالت و استقرار دموکراسی و ثبات آن در ایران کمک کنند. در همین راستا در سال ۲۰۰۹ جایزهٔ حقوق بشر بنیاد لخ والسا را دریافت کردند.